# Хааб, Роберт
Роберт Хааб (нем. Robert Haab; 8 августа 1865 года, Веденсвиль, кантон Цюрих, Швейцария — 15 октября 1939 года, Цюрих, Швейцария) — швейцарский политик, президент.

## Биография
После окончания школы в Цюрихе Роберт Хааб изучал право в Цюрихе, Страсбурге и Лейпциге. В 1888 году защитил докторскую диссертацию, а через год открыл собственное адвокатское бюро, которое возглавлял до 1899 года. Затем с 1899 по 1908 год он был судьёй Верховного суда кантона Цюрих. 

В 1912 году Федеральный совет назначил его на должность Генерального директора Швейцарской федеральной железной дороги. После отставки члена Федерального совета Людвига Форрера в 1917 году, Хааб был избран на его место. В это время он был послом в Берлине.
- 13 декабря 1917 — 31 декабря 1929— член Федерального совета Швейцарии.
- 1 января 1918 — 31 декабря 1929 — начальник департамента (министр) почт и путей сообщения.
- 1921, 1928 — вице-президент Швейцарии.
- 1922, 1929 — президент Швейцарии.

После отставки он работал директором различных компаний. В 1933 году ему присуждена почетная степень доктора в Университете Цюриха.
Хааб с 1892 года был женат на дочери генерала Генриха Ландиса Кларе (1871-1924). У них было трое детей.